# Красные дьяволята (фильм)

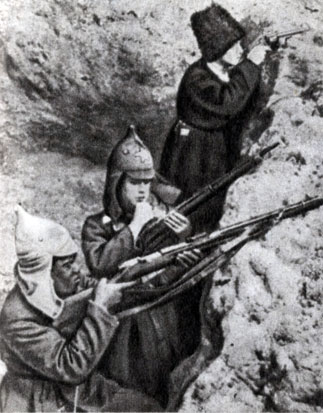
Кадр из фильма

«Кра́сные дьяволя́та» — советский немой художественный фильм Ивана Перестиани, экранизация одноимённой повести Павла Бляхина. Премьерный показ фильма состоялся 25 сентября 1923 году в Тифлисе.
Кинолента «Красные дьяволята» первоначально была выпущена в двух сериях, впоследствии картина сведена в один фильм. Фильм раннего этапа становления советского киноискусства пользовался огромным успехом у публики.

## История создания
Иван Перестиани познакомился с Павлом Бляхиным в начале 1923 года. Прочитав его повесть, режиссёр загорелся идеей создания её экранизации. На роли актёров им были взяты артисты тбилисского цирка — акробат и клоун Павел Есиковский, эквилибристка София Липкина (Жозеффи) и сенегальский боксёр, ветеран гражданской войны Кадор Бен-Салим (Бен Саиб), чей цирковой псевдоним Том Джексон стал именем его персонажа в фильме.
Съёмки начались 27 февраля 1923 г. сначала в Тифлисе, с конца марта — в Батуми, летом — в Крыму и оставшиеся павильонные съёмки снова в Тифлисе. Последним съёмочным днём было 24 августа того же года.
Несмотря на обилие экшн-сцен, никаких дублёров у исполнителей главных ролей не было. Перебираясь через овраг по тонкой проволоке на вытянутых руках, София Жозеффи так изрезала ладони, что съёмки пришлось прервать на неделю. Но после выздоровления актриса ещё дважды самоотверженно перебиралась через пропасть, ради результата серьёзно травмируя себе руки.

## Сюжет
События, показанные в фильме, относились к периоду недавно закончившейся Гражданской войны и происходили на Украине (Екатеринославщина) на фоне боевых действий Первой Конной армии Будённого против отрядов Махно.
В фильме рассказывается о героических приключениях трёх юных разведчиков, бойцов Первой Конной армии — Миши, Дуняши и бывшего матроса, а ныне чернокожего уличного акробата Тома Джексона. На посёлок, в котором живут юные герои фильма, нападают люди Махно и убивают их отца. Ребята решают организовать небольшой отряд с целью отомстить убийце и помочь войскам Будённого. Они нападают на возвращающегося с базара перекупщика Гарбузенко, дерутся с махновцами, разоружают целый отряд. Освобождённый ими негр Том присоединяется к отряду.
В ходе операций раненого Мишу враги скидывают в реку, и только помощь спрятавшегося Тома помогает ему избежать гибели. Попавшей в плен Дуняше обваривают кипятком босые ноги, волокут на верёвке, чтобы повесить на дереве, но друзья спасают её. После выздоровления «дьяволятам» удаётся захватить Махно, посадив его в мешок, и доставить его Будённому, за что каждый получает в награду орден «Красное знамя».
С исторической точки зрения события в фильме не имеют под собой никаких реальных оснований. В титрах фильма указывается 1918 год. В этом году Нестор Махно был командиром Советской революционной рабоче-крестьянской армии, а Первой Конной армии Будённого ещё не существовало. В 1919 году Махно командовал повстанческой бригадой, входившей в состав 3-й Украинской советской армии. Только в 1921 году партизанские отряды Нестора Махно были окончательно признаны классовыми врагами большевиков. Именно в это время и была написана повесть «Красные дьяволята». Во время съемок фильма в 1923 году, Махно жил в эмиграции в Польше и, естественно, никакого плена и передачи его Будённому не было.

## В ролях
- Павел Есиковский — Миша
- София Жозеффи — Дуняша, сестра Миши
- Кадор Бен-Салим — Том Джексон
- Владимир Кучеренко (согласно титрам — Владимир Сутырин[1]) — Махно
- Константин Давидовский — Будённый
- Г. Лейн — Петров, рабочий, отец Миши и Дуняши
- Николай Ниров — Гарбузенко
- Светлана Люкс — Оксана
- Ян Буринский — есаул
- Закарий Беришвили — бандит
- Георгий Макаров — бандит
- Патвакан Бархударян — Фриц Пифке, махновец
- Д.Светлов — бандит
- Виктор Гамкрелидзе — эпизод
- Николай Нагорный — телеграфист (в титрах не указан)
- Михаил Мирзоян — эпизод
- Дмитрий Сосновский — священник (в титрах не указан)

## Резонанс
Прокатная судьба ленты сложилась триумфально. Зрители буквально штурмовали кинотеатры, чтобы увидеть фильм, который сама «Правда» назвала «лучшей советской картиной». Не менее восторженно отзывались о «Красных дьяволятах» и другие издания. Так «Киногазета» в номере от 27 ноября писала: «Этот фильм — чудо советской кинематографии. Чудо, которого не ждал никто. Ибо картина совершенна не только с точки зрения кинематографического искусства, но и вполне созвучна пролетарской революции». Пресса также отмечала, что фильм нанес удар зарубежному приключенческому кино: «в свете подвигов, совершенных „дьяволятами“, померкла „романтика“ похождений героев Гарри Пиля и ему подобных».
Невероятный успех фильма «Красные дьяволята» заставил режиссёра принять решение о съемках продолжения приключений юных героев революции. Продолжением «Красных дьяволят» стала серия картин:
- «Савур-могила»;
- «Преступление княжны Ширванской»;
- «Наказание княжны Ширванской»;
- «Иллан Дилли».

Все четыре продолжения Перестиани с теми же главными актёрами снял за один 1926 год, но они оказались слабыми подобиями первой картины и вскоре были забыты публикой, предпочитающей пересмотреть очередной раз любимый фильм-оригинал. В 1943 году «Красные дьяволята» обрели музыкальную озвучку и были выпущены повторно на экраны СССР.